# Château de Montcharvin
Le château de Montcharvin est une ancienne maison forte, du XIIIe siècle, remaniée aux XIVe et XVe siècles, centre de la seigneurie de Montcharvin, qui se dresse sur la commune de Cognin dans le département de la Savoie en région Auvergne-Rhône-Alpes.

## Situation
Le château de Montcharvin est situé dans le département français de Savoie sur la commune de Cognin, bien campé sur une haute butte, que la raideur de ses pentes défend. Il gardait le vieux chemin de Chambéry aux Échelles par Vimines.

## Histoire
Au Moyen Âge, point très important pour la défense du pays, il est un des trois châteaux avec celui de Salins et de Villeneuve qui se dressent sur la commune de Cognin.
Le château appartint d'abord à la famille de La Salle, Humbert de La Salle y réside au XIVe siècle, et au siècle suivant il est la possession de la famille Bonivard ; Humbert de La Salle leur avait vendu sa maison de Chambéry en 1321.
Le château passe, au début du XVIe siècle, à la suite de son mariage avec Claudine Bonivard, à Janus de Duyn, baron de la Val d'Isère (Val-d'Isère), vicomte de Tarentaise, Grand écuyer de Savoie.
Leur fille, Louise de Duyn, mariée à un Piémontais, le comte Valperga, dont elle n'eut pas d'enfants, teste, en 1525, pour un cousin germain, Pierre de La Forest, seigneur de La Barre qui fut ambassadeur de Savoie en France, et l'un des quatre barons qui portèrent le poêle aux funérailles de Philippe de Savoie. Sa veuve, Huguette de Somont, l'habite lorsqu'elle teste, le 10 mars 1556.
Jean de La Forest, leur petit-fils, grand capitaine et lui aussi ambassadeur en France, obtint en 1592, des lettres lui permettant d'obliger ses hommes taillables, dépendant de la seigneurie de Montcharvin, à s'affranchir « tant de corps que de biens ». Après lui, les La Forest gardèrent le château jusqu'au XVIIIe siècle.

## Description
Le château est flanqué d'une grosse tour carrée, tour-résidence, arasée au niveau de la toiture. Un escalier à vis y est logé.
La façade principale du logis à l'est donne sur une cour en terrasse, dont le mur d'enceinte était flanqué de deux tours rondes. L'une est aujourd'hui ruinée, la seconde, à l'ouest, près de la porte, encore en bon état. Au rez-de-chaussée une grande fenêtre à meneaux éclaire une salle à poutrelles moulurées, dans laquelle se trouve un manteau de cheminée de grandes dimensions datant du XIVe siècle. Le premier étage s'éclaire également par une fenêtre à meneaux. 
Il subsiste deux portes anciennes, celle de l'entrée, à arc surbaissée datant du XVe et XVIe siècles, que flanque une tour ronde, et une seconde, située au nord, datée du XIIIe siècle, en arc en tiers-point appareillé avec de grands claveaux.